# Crotalaria barnabassii
Crotalaria barnabassii là một loài thực vật có hoa trong họ Đậu. Loài này được Baker f. miêu tả khoa học đầu tiên.